# Europejskie Stowarzyszenie Studentów Prawa ELSA Poland
Europejskie Stowarzyszenie Studentów Prawa ELSA Poland – organizacja studencka działająca w charakterze stowarzyszenia o zasięgu ogólnopolskim, zrzeszająca studentów i absolwentów wydziałów prawa oraz administracji uczelni.
ELSA Poland działa w Polsce również jako oddział Europejskiego Stowarzyszenia Studentów Prawa ELSA (ang. The European Law Students’ Association ELSA). Zrzesza ponad 1200 studentów.
ELSA Poland jest członkiem Polskiej Rady Organizacji Młodzieżowych.

## Informacje ogólne

### Historia
ELSA Poland powstała razem z organizacją międzynarodową – Europejskim Stowarzyszeniem Studentów Prawa ELSA dnia 4 maja 1981 jako jeden z jego czterech pierwszych oddziałów. Założycielami ELSA byli studenci prawa z Austrii, Niemiec Zachodnich, Polski i Węgier.

## Struktury
ELSA Poland oraz jej władze działają na poziomie kraju i na poziomie lokalnych jednostek organizacyjnych – Grup Lokalnych. Siedziba Stowarzyszenia mieści się w Warszawie.

### Członkowie
Członkowie w ELSA Poland dzielą się na członków:
- zwyczajnych,
- seniorów,
- honorowych,
- wspierających – od 2024 roku nie nadaje się tego statusu nowym osobom. Dotychczasowi członkowie wspierający zachowują swój status.

Stowarzyszenie zrzesza członków poprzez Grupy Lokalne. Nowych członków przyjmuje Zarząd danej Grupy Lokalnej. Tytuł członka honorowego mogą nadać również władze krajowe. 

### Władze krajowe
Władzami ELSA Poland na poziomie kraju są:
- Walne Zebranie Delegatów,
- Zarząd Krajowy,
- Komisja Rewizyjna,
- Sąd Koleżeński.

Najwyższą władzą Stowarzyszenia jest Walne Zebranie Delegatów, w skład którego wchodzi po maksymalnie trzech delegatów z każdej Grupy Lokalnej. Władzą wykonawczą Stowarzyszenia jest Zarząd Krajowy. Komisja Rewizyjna sprawuje kontrolę wewnętrzną nad działalnością Stowarzyszenia pod kątem jej zgodności z prawem i wewnętrznymi regulacjami ELSA Poland. Sąd Koleżeński natomiast rozstrzyga spory między członkami Stowarzyszenia powstałe w związku z jego działalnością.

### Zarząd Krajowy
Zarząd Krajowy kadencji 2024/2025 reprezentują:
- Prezes – Jakub Struzik
- Sekretarz Generalny – Szymon Karkoszka
- Skarbniczka – Hanna Wiśniewska
- Wiceprezes ds. Rozwoju Zawodowego – Jakub Kochman
- Wiceprezeska ds. Działalności Naukowej – Paulina Więcław
- Wiceprezeska  ds. Seminariów i Konferencji – Zuzanna Trybus
- Wiceprezeska ds. Marketingu – Małgorzata Chorała

### Lokalne jednostki organizacyjne
Lokalnymi jednostkami organizacyjnymi ELSA Poland są Grupy Lokalne tworzone w danym mieście. Władzami Stowarzyszenia na poziomie Grup Lokalnych są Zarząd i Walne Zebranie. ELSA Poland funkcjonuje na 24 wydziałach prawa i administracji w 14 miastach (stan na 30 sierpnia 2023): w Białymstoku, Gdańsku, Katowicach, Krakowie, Lublinie, Łodzi, Olsztynie, Opolu, Poznaniu, Rzeszowie, Szczecinie, Toruniu, Warszawie i Wrocławiu.

## Działalność

### Obszar działalności
ELSA działa w czterech kluczowych polach aktywności, zwanych w Polsce „działkami” (ang. Key Area):
- Rozwój Zawodowy,
- Działalność Naukowa,
- Seminaria i Konferencje,
- Marketing.

W ramach Działalności Naukowej prowadzone są konkursy, debaty, moot courty, prelekcje tematyczne oraz publikacje naukowe. Poprzez Rozwój Zawodowy ELSA Poland organizuje warsztaty, prelekcje skupiające się na praktycznych aspektach prawa, ponadto współkoordynuje ELSA Traineeships, czyli program praktyk zawodowych dla studentów oraz absolwentów. Działka Seminariów i Konferencji skupia się na międzynarodowych wymianach studenckich – Study Visits, międzynarodowych wizytach studyjnych w instytucjach i organizacjach – Institutional Visits, letnich szkołach prawa, a także organizacji seminariów i konferencji, zarówno w ośrodkach lokalnych, jak i na poziomie ogólnopolskim i międzynarodowym.

### Wybrane inicjatywy
- Realizowane:
  - Akademia Praktykanta
  - Dni Edukacji Prawniczej
  - ELSA Day
  - Ogólnopolskie Dni Praktyk Prawniczych
  - Ogólnopolska Konferencja Podatkowa
  - Ogólnopolska Konferencja Prawa Rynku Kapitałowego
  - Ogólnopolski Konkurs ITele©t
  - Ogólnopolski Konkurs Krasomówczy im. mec. Joanny Agackiej-Indeckiej
  - Ogólnopolski Konkurs na Glosę do Orzeczenia Sądu Najwyższego, Trybunału Konstytucyjnego oraz Naczelnego Sądu Administracyjnego
  - Ogólnopolski Konkurs Prawa Europejskiego
  - Ogólnopolski Konkurs Prawa Gospodarczego "Spotkanie z Klientem"
  - Ogólnopolski Konkurs z Negocjacji Kontraktu Handlowego
  - Ogólnopolski Moot Court z prawa i procedury cywilnej – „Civilis”
  - Program Praw Człowieka
  - Right2B Forum

ELSA Poland wydawała do 2021 r. magazyn studencki „INDEX” skierowany do studentów prawa i młodych prawników.
Od 2013 r. do 2020 r. wydawane było również recenzowane czasopismo naukowe – „Przegląd Prawniczy Europejskiego Stowarzyszenia Studentów Prawa ELSA Poland”, w którym publikowane były artykuły o tematyce prawniczej.